# Batalha de Rei (811)
A Batalha de Rei (uma entre várias ao longo da história) se deu em 3 de junho de 811 como parte da guerra civil abássida entre os irmãos Alamim, o califa, e Almamune, o pretendente. Apesar da enorme diferença numérica entre os exércitos combatentes, o exército coraçane numericamente inferior liderado por Tair ibne Huceine, o futuro fundador da dinastia taírida, venceu a peleja e conseguir, por conseguir, assegurar a posição de Almamune perante seu irmão.

## Causas
O califa Harune Arraxide previra que, ao morrer, haveria uma luta entre os dois pela sua sucessão ao califado (o costume da primogenitura, conceito utilizado nas monarquias cristãs, não era prevalente no Islã). Em 802, quando realizou uma peregrinação para Meca ao lado dos oficiais mais poderosos, concluiu o acordo de sucessão definitivo: Alamim sucederia-o em Bagdá, Almamune permaneceria como herdeiro de Alamim e governaria no Grande Coração e um terceiro filho, Alcacim, seria o terceiro herdeiro e receberia responsabilidade sobre as zonas fronteiriças com o Império Bizantino.
Era natural que um esquema como este, bem intencionado que fosse, estava fadado ao fracasso. Os dois irmãos eram influenciados por seus vizires, Alfadle ibne Arrabi e Alfadle ibne Sal, respectivamente, para tentarem tomar o poder. O resultado foi que al-Amim declarou, em 810, seu filho Muça como sucessor. Almamune, por sua vez, realizou uma série de concessões aos coraçanes de modo a ganhar o apoio deles e inclusive removeu o nome de Alamim da oração da sexta feira e das moedas emitidas na províncias, o que, por conseguinte, faria Alamim remover, em novembro, seu nome e de Alcacim da linha sucessória e então nomear seus filhos Muça e Abedalá no lugar deles.
Em janeiro de 811, Alamim formalmente começou a Grande Guerra Civil Abássida quando renomeou Ali ibne Issa ibne Maane, que foi deposto em 805/806 por Harune Arraxide, como governador do Coração e colocou-o como chefe dum exército incomumente grande de 40 000 ou 50 000 soldados, recrutado de dentre os membros do grupo de elite conhecido como abna, e enviou-o para depor Almamune. Quando Ali ibne Issa partiu para o Coração, relatadamente carregou consigo algumas correntes de prata com as quais prenderia Almamune e enviaria-o para Bagdá. As notícias da aproximação de Ali deixaram a população do Coração em pânico, e mesmo Almamune considerou a necessidade de fugir. A única força militar disponível era um pequeno exército de aproximados 4 000–5 000 soldados sob Tair ibne Huceine, que foi enviado para impedir o avanço do exército lealista. Os dois exércitos encontraram-se em 3 de julho de 811 em Rei, nas fronteiras ocidentais do Coração.

## Batalha
Temendo uma reação da população contra as suas forças se escolhesse se fortificar nas muralhas de Rei e se defender de um certo, Tair levou suas forças ao longo das estradas em direção a Bagdá até que os invasores foram vistos. Após uma noite apreensiva, o exército de Ali realizou um ataque inicial, que foi seguida por uma breve trégua e negociações infrutíferas, nas quais o enviado de Tair lembrou a Ali do contrato solene que ele [al-Amim] havia firmado e, depois, destruído. Então a batalha principal começou, com um ataque relâmpago de 700 corásmios, apoiados por arqueiros, enviados para forçar o centro da linha de Ali e, se possível, destruir a sua estrutura de comando.
A estratégia foi muito bem sucedida, resultando na morte quase imediata de Ali. Como ele morreu não é claro; uma versão relata que foi vítima de uma chuva de flechas lançada pelos arqueiros bucaras de Tair antes do ataque. Outra versão alega que foi desmontado por um soldado chamado "Daúde, o Negro" (Dawud al-Siyah) - possivelmente por uma flecha -, mas não foi morto. Tair ibne Altaji (sem relação com o general) então se aproximou dele e perguntou se ele era realmente Ali ibn Issa e, em seguida, o matou em combate singular. Seja como for, quando o general foi morto, o exército se dispersou e bateu em retirada.
De acordo com Hugh N. Kennedy:
| “ | A Batalha de Rei foi um ponto de inflexão nas táticas militares da época. O enorme exército de infantaria foi derrotado por uma força de cavalaria muito menor. Esta batalha pode ter marcado o fim dos grandes exércitos de soldados a pé que eram típicos da guerra islâmica primitiva e da superioridade dos grupos menores a cavalo, fossem cavaleiros em armaduras com lanças ou arqueiros montados | ” |
|   | — The Armies of the Caliphs: Military and Society in the Early Islamic State, Hugh N. Kennedy. |   |

## Rescaldo

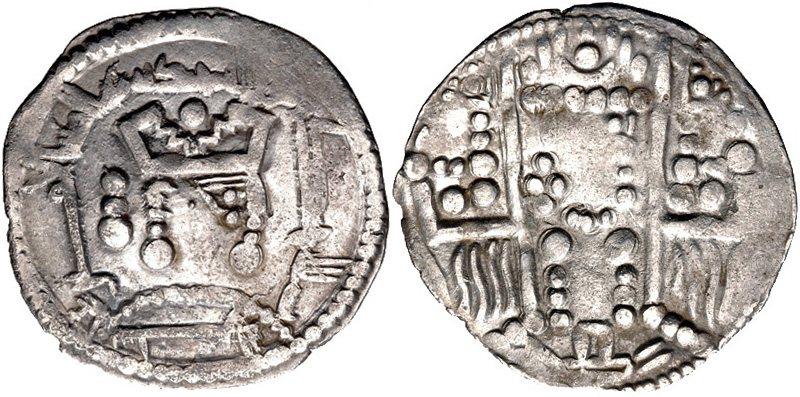
Dracma de Alamim r.

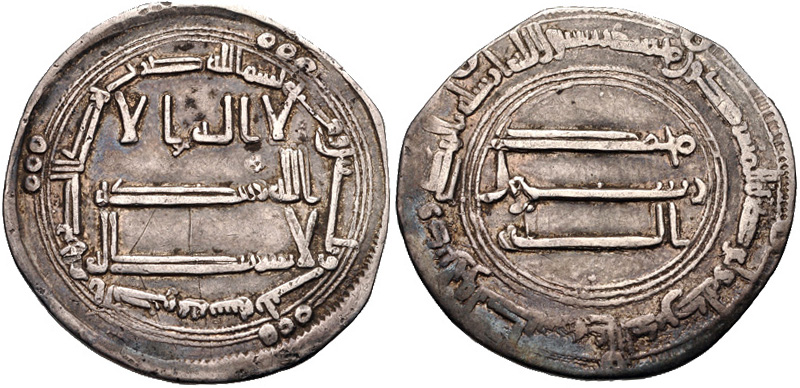
Dirrã de Almamune

A vitória inesperada de Tair foi decisiva: a posição de Almamune foi assegurada, enquanto seus principais oponentes, os abna, perderam homens, prestígio e o líder mais dinâmico deles. Tair então avançou para oeste, derrotando outro exército abna de 20 000 soldados sob Abederramão ibne Jabala após uma série de duros confrontos próximo de Hamadã. O exército lealista foi obrigado a recuar para Hamadã, onde foi sitiado. Os abna eram odiados pelos locais, e Abederramão rendeu-se mediante salvo-conduto por medo duma revolta. Com isso, Tair dedicou-se à expulsão de outros oficiais lealistas estacionados na província de Jibal e colocou uma guarnição em Gasvim. Mais adiante, Abederramão realizou um fracassado ataque contra Tair, sendo derrotado e morto no processo. Após esta nova vitória, Tair dirigir-se para Hulvã, onde invernou.
Em 811-812, Alamim desesperadamente tentou restabelecer suas forças ao firmar alianças com as tribos árabes, notadamente os xaibanitas da Jazira e os caicitas da Síria. O veterano Abedal Maleque ibne Sale foi enviado à Síria para mobilizar suas tropas junto do filho de Ali ibne Issa, Huceine, mas logo faleceria. Alamim conseguiu reunir um exército de 40 000 homens, dos quais 20 000 pertenciam a Amade ibne Maziade Axaibani, que foi designado como chefe da expedição contra Tair, e os outros 20 000 eram abna. Esses esforços, contudo, fracassariam devido a prolongada cisão inter-tribal entre os caicitas e calbitas, a relutância dos sírios em envolverem-se na guerra civil, bem como a falta de vontade dos abna em cooperar com as tribos árabes e fazer concessões políticas para eles.
Na primavera de 812, Tair prosseguiria sua marcha em direção a Avaz, no Cuzistão, onde derrotou e matou o governador moalábida Maomé ibne Iázide, após o que os moalábidas de Baçorá renderam-se para ele. Ele avançou ainda mais e capturou Uacite e Almadaim. Vastas porções da Arábia Oriental, Cufa e Meca bem como membros da família abássida desertaram para Tair e reconheceram Almamune como califa. Ao mesmo tempo, a autoridade de Alamim colapsou com os apoiantes de Almamune tomando controle de Moçul, Egito e Hejaz e líderes tribais locais árabes apossando-se de boa parte da Síria, Armênia e Azerbaijão. Com a aproximação do exército de Tair, a cisão entre Alamim e os abna foi solidificada quando o califa, movido pelo desespero, virou-se para o povo comum da cidade por ajuda e deu-lhes armas. Os abna começaram a desertar para Tair em massa, e em agosto de 812, quando o exército de Tair apareceu diante da cidade, ele estabeleceu seus quarteis no subúrbio de Hárbia (Harbiyya), tradicionalmente um forte abna, e começou a sitiar Bagdá.